# Агама Савиньи
Агама Савиньи (лат. Trapelus savignii) — вид ящериц из семейства агамовых. Назван в честь французского натуралиста и зоолога Жюля Сезара Савиньи.

## Описание
Общая длина достигает 20—25 см. Голова короткая, туловище сжато. Хвост умеренно длинный. Чешуя мелкая, с чётко выраженными килями. Кили чешуи в области шеи и вдоль позвоночника заканчиваются заострёнными шипиками. Окраска яркая: коричневая, оранжевая, жёлтая. Палевые пятна образуют красивый ковровый узор на светлом фоне. У самцов пятна по бокам туловища тёмно-буроватого оттенка, а у самок - рыжеватые.

## Образ жизни
Предпочитает песчаные и щебнистые пустыни, где занимает низинные участки или долины между дюнами, встречается также по степным участкам с богатой травянистой растительность. Избегает каменистых районов и выходов скальных пород, а также культурных ландшафтов. Это низменный вид, который может встречаться на высотах до 200 м над уровнем моря. Питается насекомыми.

## Размножение
Это яйцекладущая ящерица. Самка откладывает до 10 яиц.

## Распространение
Обитает в Израиле, на Синайском полуострове и в восточной части дельты Нила в Египте.